# Rosamorada
Rosamorada là một đô thị thuộc bang Nayarit, México. Năm 2005, dân số của đô thị này là 32217 người.